# 井口省吾
井口 省吾（いぐち しょうご、安政2年8月10日（1855年9月20日） - 大正14年（1925年）3月4日）は、日本の陸軍軍人。最終階級は陸軍大将 従二位 勲一等 功二級。日清戦争、日露戦争期を代表する軍人の一人である。駿河国出身。

## 経歴
歩兵第九聯隊大津分営に兵卒として入営し、翌年、陸軍士官学校を受験している。
陸軍士官学校（旧2期）、陸軍大学校（1期）を経て1887年ドイツ留学。日露戦争時には満州軍総司令部参謀となり、奉天会戦などの作戦指揮にあたった。児玉源太郎は口癖のように、「俺には普賢菩薩と文殊菩薩がついている。」と井口と松川敏胤の両名を頼りにしていたという。またドイツ留学の経験を生かし、いろいろな訳書を行った。明治39年（1906年）に功二級金鵄勲章、大正3年（1914年）に勲一等瑞宝章を受章している。反長州閥として知られ、東條英教（東條英機の父）とは親友であった。

## 年表
- 安政2年（1855年）8月10日、現在の沼津市に生まれる。
- 明治8年（1875年）12月　陸軍士官学校入校。
- 明治10年（1877年）
  - 4月　士官見習・征討軍団附。
  - 5月　歩兵第11連隊附。
  - 11月　陸軍士官学校帰校。
- 明治11年（1878年）12月　陸軍士官学校卒業（旧2期）。
- 明治12年（1879年）2月1日　陸軍砲兵少尉・近衛砲兵連隊附。
- 明治13年（1880年）12月　大阪鎮台山砲第4大隊附。
- 明治15年（1882年）4月　砲兵中尉・参謀本部管東局員。
- 明治17年（1884年）2月　陸軍大学校入校。
- 明治18年（1885年）5月　砲兵大尉。陸軍大学校卒業（1期）。
- 明治20年（1887年）5月　ドイツ留学。
- 明治23年（1890年）12月　参謀本部第1局員。
- 明治24年（1891年）
  - 4月　陸軍大学校教官。
  - 11月　陸軍砲兵少佐。
- 明治26年（1893年）11月　野砲兵第4聯隊大隊長。
- 明治27年（1894年）
  - 9月　参謀本部第1局員。
  - 10月　第2軍作戦主任参謀
- 明治28年（1895年）
  - 3月　砲兵中佐。
  - 6月　参謀本部第1局員。
  - 9月　陸軍大学校教官。
- 明治29年（1896年）5月　参謀本部2部員。
- 明治30年（1897年）
  - 7月19日　陸軍大学校教頭心得。
  - 10月11日　砲兵大佐・陸軍大学校教頭。
- 明治34年（1901年）
  - 3月13日　陸軍省軍務局砲兵課長。
  - 4月8日　兼陸軍省軍務局軍事課長。
  - 7月5日　陸軍省軍務局軍事課長。
- 明治35年（1902年）
  - 5月　陸軍少将。
  - 5月5日、参謀本部総務部長。
- 明治37年（1904年）6月　満州軍参謀（兵站担当）。
- 明治39年（1906年）2月6日　陸軍大学校長。
- 明治42年（1909年）8月　陸軍中将。
- 大正元年（1912年）11月27日　第15師団長。
- 大正4年（1915年）1月25日　朝鮮駐剳軍司令官
- 大正5年（1916年）
  - 8月18日　軍事参議官。
  - 11月　陸軍大将。
- 大正9年（1920年）8月10日　後備役。
- 大正14年（1925年）3月4日　薨去。

## 栄典・授章・授賞
位階
- 1880年（明治13年）2月28日 - 正八位
- 1882年（明治15年）6月1日 - 従七位
- 1885年（明治18年）7月25日 - 正七位
- 1891年（明治24年）12月28日 - 従六位[2]
- 1895年（明治28年）7月15日 - 正六位[3]
- 1897年（明治30年）10月30日 - 従五位[4]
- 1902年（明治35年）9月20日 - 正五位[5]
- 1907年（明治40年）10月11日 - 従四位[6]
- 1912年（大正元年）11月20日 - 正四位[7]
- 1915年（大正4年）12月20日 - 従三位[8]
- 1919年（大正8年）1月10日 - 正三位[9]
- 1920年（大正9年）9月20日 - 従二位[10]

勲章等
- 1892年（明治25年）5月28日 - 勲六等瑞宝章[11]
- 1895年（明治28年）
  - 9月20日 - 単光旭日章・功四級金鵄勲章[12]
  - 11月18日 - 明治二十七八年従軍記章[13]
- 1896年（明治29年）11月25日 - 勲五等瑞宝章[14]
- 1902年（明治35年）11月29日 - 勲四等瑞宝章[15]
- 1905年（明治38年）5月30日 - 勲三等瑞宝章[16]
- 1906年（明治39年）4月1日 - 功二級金鵄勲章・勲二等旭日重光章・明治三十七八年従軍記章[17]
- 1914年（大正3年）5月16日 - 勲一等瑞宝章[18]
- 1915年（大正4年）11月10日 - 大礼記念章[19]
- 1919年（大正8年）2月27日 - 旭日大綬章[20]
- 1920年（大正9年）11月1日 - 金杯一組・大正三年乃至九年戦役従軍記章[21]

## 著作

### 翻訳
- 『時弊矯正之基』豊島鉄太郎、1892年1月。全国書誌番号:40064318。

### 共纂
- 東條英教・井口省吾・山口圭蔵共纂 編『帥兵規例 参謀演習旅行預教』陸軍大学校〈陸軍大学校読本〉、1887年3月。 NCID BN14846318。

### 校閲
- ブルーメ 著、辻本貫一 訳『戦略論』 巻之上、陸軍大学校〈陸軍大学校読本〉、1892年。 NCID BB28698349。全国書誌番号:41022033。
- ブルーメ 著、辻本貫一 訳『戦略論』博愛館書店、1897年4月。 NCID BB04506680。

### 日記
- 「井口省吾日記」刊行会編 編『井口省吾日記』 第1巻、講談社エディトリアル、2018年2月。ISBN 9784866770017。 NCID BB25937578。全国書誌番号:23029980。
- 「井口省吾日記」刊行会編 編『井口省吾日記』 第2巻、講談社エディトリアル、2018年2月。ISBN 9784866770024。 NCID BB25937625。全国書誌番号:23029983。
- 「井口省吾日記」刊行会編 編『井口省吾日記』 第3巻、講談社エディトリアル、2018年2月。ISBN 9784866770031。 NCID BB25937738。全国書誌番号:23029984。
- 「井口省吾日記」刊行会編 編『井口省吾日記』 第4巻、講談社エディトリアル、2018年2月。ISBN 9784866770048。 NCID BB25937807。全国書誌番号:23029985。
- 「井口省吾日記」刊行会編 編『井口省吾日記』 第5巻、講談社エディトリアル、2018年2月。ISBN 9784866770055。 NCID BB25937873。全国書誌番号:23029986。